# Acanthochondria
Acanthochondria is een geslacht van eenoogkreeftjes uit de familie van de Chondracanthidae. De wetenschappelijke naam werd voor het eerst geldig gepubliceerd in 1930 door Oakley.

## Soorten
- Acanthochondria alatalongicollis Heegaard, 1940
- Acanthochondria alleni Tang, Kalman & Ho, 2010
- Acanthochondria bicornis Shiino, 1955
- Acanthochondria brevicorpa Yü, 1935
- Acanthochondria clavata (Bassett-Smith, 1896)
- Acanthochondria constricta Shiino, 1955
- Acanthochondria cornuta (Müller O.F., 1776)
- Acanthochondria cyclopsetta Pearse, 1952
- Acanthochondria dilatata Shiino, 1955
- Acanthochondria dojirii Kabata, 1984
- Acanthochondria elongata (Bassett-Smith, 1898)
- Acanthochondria epachthes (Wilson C.B., 1908)
- Acanthochondria eptratreti Cheng, Luo, Dai & Shih, 2014
- Acanthochondria exilipes Wilson C.B., 1932
- Acanthochondria fissicauda Shiino, 1955
- Acanthochondria fraseri Ho, 1972
- Acanthochondria galerita (Rathbun, 1886)
- Acanthochondria glandiceps Shiino, 1955
- Acanthochondria helicoleni Cantatore & Timi, 2010
- Acanthochondria hippoglossi Kabata, 1987
- Acanthochondria hoi Kalman, 2003
- Acanthochondria incisa Shiino, 1955
- Acanthochondria inimici Yamaguti, 1939
- Acanthochondria kajika Ho & Kim I.H., 1996
- Acanthochondria krishnai Aneesh, Helna & Kumar, 2020
- Acanthochondria laemonemae Capart, 1959
- Acanthochondria lepidionis Barnard, 1955
- Acanthochondria lilianae Cantatore, Lanfranchi & Timi, 2011
- Acanthochondria limandae (Krøyer, 1863)
- Acanthochondria longifrons Shiino, 1955
- Acanthochondria macrocephala Gusev, 1951
- Acanthochondria margolisi Kabata, 1984
- Acanthochondria ophidii (Krøyer, 1863)
- Acanthochondria oralis Yamaguti, 1939
- Acanthochondria phycidis (Rathbun, 1886)
- Acanthochondria pingi (Yü & Wu, 1932)
- Acanthochondria platycephali Heegaard, 1940
- Acanthochondria priacanthi Shiino, 1964
- Acanthochondria rectangularis (Fraser, 1920)
- Acanthochondria sagitta Alarcos & Timi, 2011
- Acanthochondria serrani Braicovich & Timi, 2009
- Acanthochondria shawi Yü, 1935
- Acanthochondria sicyasis (Krøyer, 1863)
- Acanthochondria sixteni (Wilson C.B., 1922)
- Acanthochondria soleae (Krøyer, 1838)
- Acanthochondria spirigera Shiino, 1955
- Acanthochondria tasmaniae Heegaard, 1962
- Acanthochondria tchangi Yü, 1935
- Acanthochondria triangularis Alves, Luque & Paraguassu, 2003
- Acanthochondria triglae Herrera-Cubilla & Raibaut, 1990
- Acanthochondria uranoscopi Ho & Kim I.H., 1995
- Acanthochondria vancouverensis Kabata, 1984
- Acanthochondria yui Shiino, 1964

### Taxon inquirendum
- Acanthochondria argutula (Markevich, 1940)
- Acanthochondria ateleopi Capart, 1959
- Acanthochondria barnardi Capart, 1959
- Acanthochondria briani (Yü & Wu, 1932)
- Acanthochondria compacta Markevich, 1956
- Acanthochondria grandigenitalis (Yü & Wu, 1932)
- Acanthochondria spinulosa Capart, 1959
- Acanthochondria wui Yü, 1935

### Synoniemen
- Acanthochondria albigutta Pearse, 1952 => Acanthochondria galerita (Rathbun, 1886)
- Acanthochondria bulbosus Heegaard, 1943 => Acanthochondria tchangi Yü, 1935
- Acanthochondria chilensis (Wilson C.B., 1918) => Acanthochondria phycidis (Rathbun, 1886)
- Acanthochondria chilomycteri (Thomson G.M., 1890) => Acanthocanthopsis chilomycteri (Thomson, 1889)
- Acanthochondria crassicornis (Krøyer, 1837) => Heterochondria crassicornis (Krøyer, 1837)
- Acanthochondria cynoglottidis (Thompson I.C. & Scott A., 1903) => Heterochondria cynoglottidis (Thompson I.C. & Scott A., 1903)
- Acanthochondria deltoidea (Fraser, 1920) => Chondracanthus deltoideus Fraser, 1920
- Acanthochondria depressa (Scott T., 1905) => Acanthochondria cornuta (Müller O.F., 1776)
- Acanthochondria diastema Kabata, 1965 => Acanthochondria alatalongicollis Heegaard, 1940
- Acanthochondria flurae (Krøyer, 1863) => Acanthochondria cornuta (Müller O.F., 1776)
- Acanthochondria gemina Heegaard, 1962 => Acanthochondria platycephali Heegaard, 1940
- Acanthochondria genypteri (Thomson G.M., 1890) => Chondracanthus genypteri Thomson G.M., 1890
- Acanthochondria gurnardi (Olsson, 1869) => Lernentoma asellina (Linnaeus, 1758)
- Acanthochondria hazekuti Yamaguti, 1939 => Acanthochondria brevicorpa Yü, 1935
- Acanthochondria holocephalarum Kabata, 1968 => Acanthochondria epachthes (Wilson C.B., 1908)
- Acanthochondria latili Capart, 1959 => Acanthochondria exilipes Wilson C.B., 1932
- Acanthochondria longicephalus Yü & Wu, 1932 => Heterochondria longicephala (Yü & Wu, 1932)
- Acanthochondria palpifera (Wilson C.B., 1912) => Chondracanthus palpifer Wilson C.B., 1912
- Acanthochondria psetti (Krøyer, 1863) => Chondracanthus psetti Krøyer, 1863
- Acanthochondria purpurea Oakley, 1930 => Acanthochondria phycidis (Rathbun, 1886)
- Acanthochondria radiata (Lamarck, 1818) => Chondracanthodes radiatus (Müller O.F., 1776)
- Acanthochondria salmonea (Lamarck, 1818) => Salmincola salmonea (Linnaeus, 1758)
- Acanthochondria solida Gusev, 1951 => Chondracanthus solidus (Gusev, 1951)
- Acanthochondria tenuis Pearse, 1952 => Berea ancoralis (Bere, 1936) => Bereacanthus ancoralis (Bere, 1936)
- Acanthochondria tiddi (Price & Hames, 1968) => Salmincola Wilson C.B., 1915
- Acanthochondria zebriae Ho, Kim I.H. & Kumar, 2000 => Heterochondria zebriae (Ho, Kim I.H. & Kumar, 2000)